# Крузейро (футбольный клуб)
Спортивный клуб «Крузе́йро» (порт. Cruzeiro Esporte Clube, бразильский португальский: [kɾuˈzejɾu esˈpoɾtʃi ˈklubi]) — бразильский спортивный клуб, из города Белу-Оризонти, штат Минас-Жерайс, основанный 2 января 1921 года. Наиболее известнен своей футбольной командой. «Крузейро» является одним из сильнейших клубов Бразилии, сооснователем Клуба Тринадцати, организации ранее представлявшей интересы самых популярных и титулованных футбольных клубов Бразилии. Наряду с «Атлетико Минейро» команда является одним из двух грандов штата Минас-Жерайс. Первый и всего один из двух клубов в истории бразильского футбола которому удалось выиграть в чемпионате Бразилии, Кубке Бразилии и чемпионате своего штата в одном и том же году. Всего в активе «Крузейро» четыре титула чемпиона Бразилии и шесть Кубков Бразилии (рекорд).
«Крузейро» является одной из наиболее титулованных команд Бразилии на международной арене. Клуб выиграл по два раза в Кубке Либертадорес и Суперкубке Либертадорес. Кроме того, единожды команда становилась обладателем Рекопы, Кубка обладателей Суперкубка Либертадорес и Золотого Кубка. За эти успехи в 2009 году «Крузейро» был признан лучшим бразильским клубом XX века по версии Международной федерации футбольной истории и статистики.
Домашние матчи проводит на стадионе «Минейран» вмещающем 66 658 зрителей.

## История

### Как «Палестра Италия»

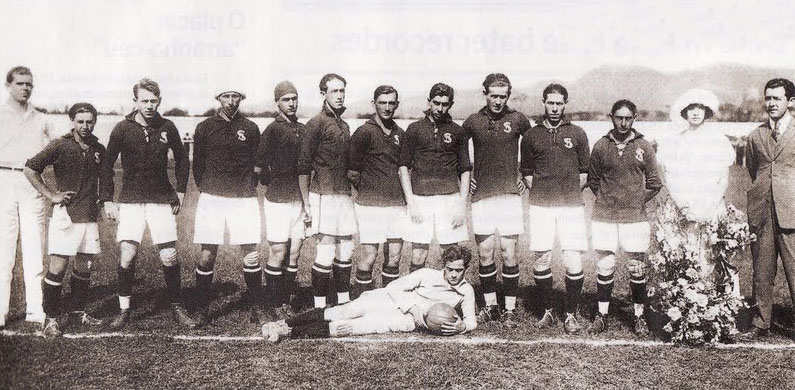
«Палестра Италия» в 1923 году.

История основания футбольного клуба «Крузейро» тесно переплетена с итальянской общиной города Белу-Оризонти, бразильского штата Минас-Жирайс. Подобно итальянцам из Сан-Паулу основавшим «Палестру Италию», ныне известную как «Палмейрас», итальянцы Белу-Оризонти хотели чтобы их город, и их штат также имел свой собственный клуб. В 1920 году некоторые итальянские спортсмены города удачно используют приезд итальянского консула чтобы не только заинтересовать самых богатых итальянцев Белу-Оризонти этой идеей, но убедить их вложиться в новый клуб. Так на фабрике спортивных товаров и обуви Аугустина Раньери, расположенной на улице Каэтес, члены итальянской общины Белу-Оризонти принимают решение создать свой собственный спортивный клуб. 2 января 1921 года родилась «Палестра Италия». Основной целью, которую ставили себе её 95 основателей, было стать лучшим клубом в Белу-Оризонти. На их встрече был представлен логотип клуба и его цвета, имевшие прямую отсылку к итальянскому флагу и национальной идентичности. Ещё одним решением основателей было то, что форму «Палестра Италия» могут носить только итальянцы. Своё решение они аргументировали тем, что клуб ставит своей целью быть лицом итальянской общины штата Минас-Жерайс. Первым президентом клуба был избран Аурелио Ноче.
В начале своего существования «Палестра Италия» сразу же нашла поддержку среди рабочего класса. Причиной этого было то, что за клуб играли выходцы из рабочего класса, в то время как основу их конкурентов из «Атлетико Минейро» и «Америка Минейро» составляли студенты колледжей из богатых и влиятельных семей. Быстрому усилению «Палестра Италия» поспособствовали внутренние конфликты в другой городской команде «Йель Атлетико». С этим клубом, основанным в 1910 году и сыгравшим, по мнению ряда исследователей «Крузейро», важную роль в его становлении их связывали «итальянские корни». Так внутренний конфликт 1920 года дал «Палестра Италия» не только ряд видных основателей, но и хороших футболистов. Дальнейшие же разногласия способствовали новым переходам игроков «Йеля» в «Палестра Италия». «Йель Атлетико» угас в 1930 году и, несмотря на то, что клубы не имели прямого отношения друг к другу, можно сказать, что то, что некогда было командой «Йель Атлетико», стало тем, чем является «Крузейро» сейчас.

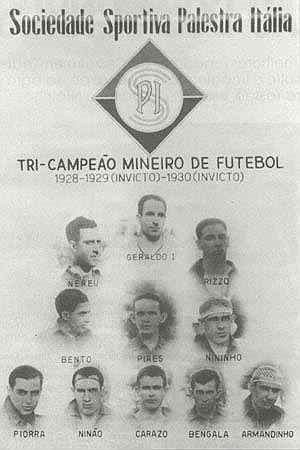
Игроки «Палестра Италия». Чемпионы Лиги Минейро.

Дебют «Палестра Италия» состоялся 3 апреля 1921 года на стадионе «Прадо Минейро» где клуб одержал победу над «Вилья-Нова» со счётом 2:0. Тем не менее, свой первый официальный матч команда сыграла против «Атлетико Минейро» одержав верх над своим будущим принципиальным соперником со счётом 3:0. В 1923 году «Палестра Италия» открывает свой стадион «Барро Прето» и приглашает на матч открытия арены «Фламенго». В 1925 году руководство клуба пересматривает пункт о строгом участии в своих рядах только итальянцев. Та несправедливость, которую они ощущали к себе в недалёком прошлом в других клубах, и которая побудила их создать свой клуб, в некой степени порождала невольную предвзятость ко всем «не своим». Пусть даже, в отличие от своих обидчиков, они не смотрели на людей свысока за их происхождение, Бразилия была многонациональной страной. Она стала домом не только для итальянцев, но и для многих других народов. Это были их соседи, коллеги, друзья, а кому-то уже и родственники. И самое важное, это были их болельщики. Видя, что «Палестра Италия» может стать лицом не одной общины, а целого штата, клуб решает идти в ногу со временем и открыть свои двери всем. Одним из первых таких талантов клуба стал Нереу, чьи корни уходили на Ближний Восток.
В 1928 году «Палестра Италия» впервые становится чемпионом штата Минас-Жирайс при этом, успешно защищая свой титул ещё два года. Этим успехом они прервали долгую гегемонию «Америка Минейро» и «Атлетико Минейро», что ещё больше усилило их соперничество. Свой следующий чемпионский титул «Палестра Италии» пришлось ждать 10 лет. В 1940 году они в четвёртый раз стали чемпионом своего штата, но уже вскоре привычная жизнь клуба очень изменилась. В январе 1942 года Бразилия вступила во Вторую мировую войну. Постановлением федерального правительства было запрещено использование терминов из вражеских стран в организациях, институтах, учреждениях и т. д. Название «Палестра Италия» также попало под цензуру из-за чего, команда вынуждена была пойти на смену всего, что ей было дорого и чем она так гордилась. Однако в то же время, идея, основу которой клуб заложил в 1925 году, получила шанс обрести новую жизнь уже под другим именем — «Крузейро».

### Как «Крузейро»
Вплоть до 1943 года команда играла под временным именем «Палестра Минейро». После ряда обсуждений на рассмотрение руководства клуба были выдвинуты два варианта нового названия: «Ипаранга» и «Йель». Однако в конечном итоге Освальдо Пинто Коэльо выдвинул третий вариант, который буквально сразу же нашёл поддержку собравшихся: «Крузейро». В первую очередь данное название, что в переводе с португальского означает «крест», было отсылкой к созвездию Южного Креста, занимавшему особое место на гербе Бразилии. Помимо этого, оно имело и религиозный смысл, так как крест — один из важнейших символов христианства. Это была прекрасная дань уважения тому, что дорого сердцу многих итальянцев, так и самой вере, что объединяла многонациональную бразильскую нацию как ничто другое. В звёздах собравшиеся увидели символ пути, приведшего их предков, как и предков многих других бразильцев, на южный материк, что стал им домом. Новое имя было утверждено, а руководство клуба ещё не понимало всю судьбоносность этого решения. Как и того, что оно станет кульминацией той самой идеи открыть свои двери перед всеми, которая через десятилетия приведёт в эту дверь миллионы сердец из всей Бразилии, объединённых любовью к «Крузейро».

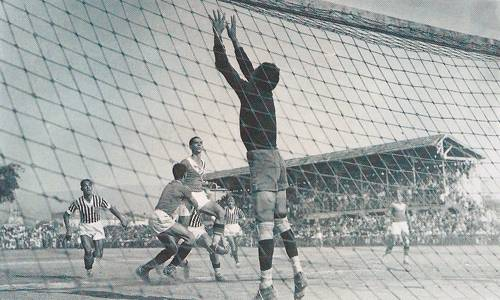
Легенда «Крузейро» вратарь Джеральдо II.

Первым президентом клуба под именем «Крузейро» стал избранный 17 декабря 1942 года Марио Гросу, подаривший команде волей случая её самое знаменитое прозвище «лисы». Новым клубным цветом команды стал синий цвет. В то время руководство клуба искало компромиссный вариант, что удовлетворил бы всех, пока в конце-концов не остановилось на самом удачном по их мнению — синем. Тёмно-синий цвет присутствовал на флаге и гербе Бразилии, и гармонировал с новой эмблемой клуба. В то же время оттенок синего под названием «савойский синий» был цветом правящей тогда в Италии династии. Сменив имя, «Крузейро» начинает носить синие футболки с белыми воротниками и белые шорты, как дань уважения «Йель Атлетико». Тем не менее, из-за проблем с плохим освещением на аренах клуба, белый цвет постепенно выходит на первые роли. Вплоть до 1960-х годов он прочно засел наравне с синим, а иногда мог даже доминировать над синим в форме «Крузейро» тех лет. В 1943 году «Крузейро» вновь стал победителем Лиги Минейро, вдобавок ещё два года успешно защищая титул чемпиона штата. Символом успеха тех лет был вратарь клуба Джеральдо Домингос, более известный в истории «Крузейро» как Джеральдо II. В 1945 году команда переходит на новый стадион «Жуселину Кубичек», названный в честь мэра Белу-Оризонти и будущего президента Бразилии. В 1946 году «Крузейро» принял у себя в гостях парагвайский «Либертад». Игра, ставшая первым международным матчем для «Крузейро», закончилась в ничью 2:2. По инициативе режиссёра и журналиста Фиалью Пачеко клуб стал арендовать поезд для болельщиков клуба, чтобы те могли следовать за командой на игры чемпионата штата. Сами болельщики прозвали этот поезд — «Поезд Победы» (порт. Trem Da Vitória).
В середине 1940-х годов «Крузейро» поверг серьёзный финансовый кризис, продолжавшийся почти десятилетие. Выходом из этого кризиса стало расширение спортивной базы «Крузейро» как спортклуба и посредствующее привлечение молодого поколения к руководству клубом. Их идея с созданием клубного офиса в Белу-Оризонте существенно поправила дела клуба. Первые результаты этого руководство команды увидело уже в 1956 году, когда после долгих лет ожидания «Крузейро» выиграл Лигу Минейро. В 1959 году команда вновь стала чемпионом штата, при этом в третий раз в своей истории, снова защищает чемпионский титул ещё два года. В 1961 году президентом клуба становится Фелисио Бранди. Ставший свидетелем ещё одного «тройного» чемпионства «Крузейро» и зная, что Белу-Оризонти в ближайшие годы получит большой стадион «Минейран» Бранди начинает задумываться о новых вершинах. В 1964 году начинает формироваться самый сильный состав «Крузейро» за всю его историю. В 1965 году торжественно открывается арена «Минейран», а «Крузейро» становится чемпионом Лиги Минейро. После усилений в виде защитника Клаудио, нападающего Эвальдо и вратаря Рауля «Крузейро» становится силён как никогда. Вместе с такими игроками как Тостао, Зе Карлос, Дирсеу Лопес, Вилсон Пиацца и юным воспитанником клуба, Натаном, они формируют команду, ставшую в будущем известной как «бессмертный отряд». Становится очевидно, что целью, которую наметил Бранди, была Чаша Бразилии и выход клуба в Кубок Либертадорес.

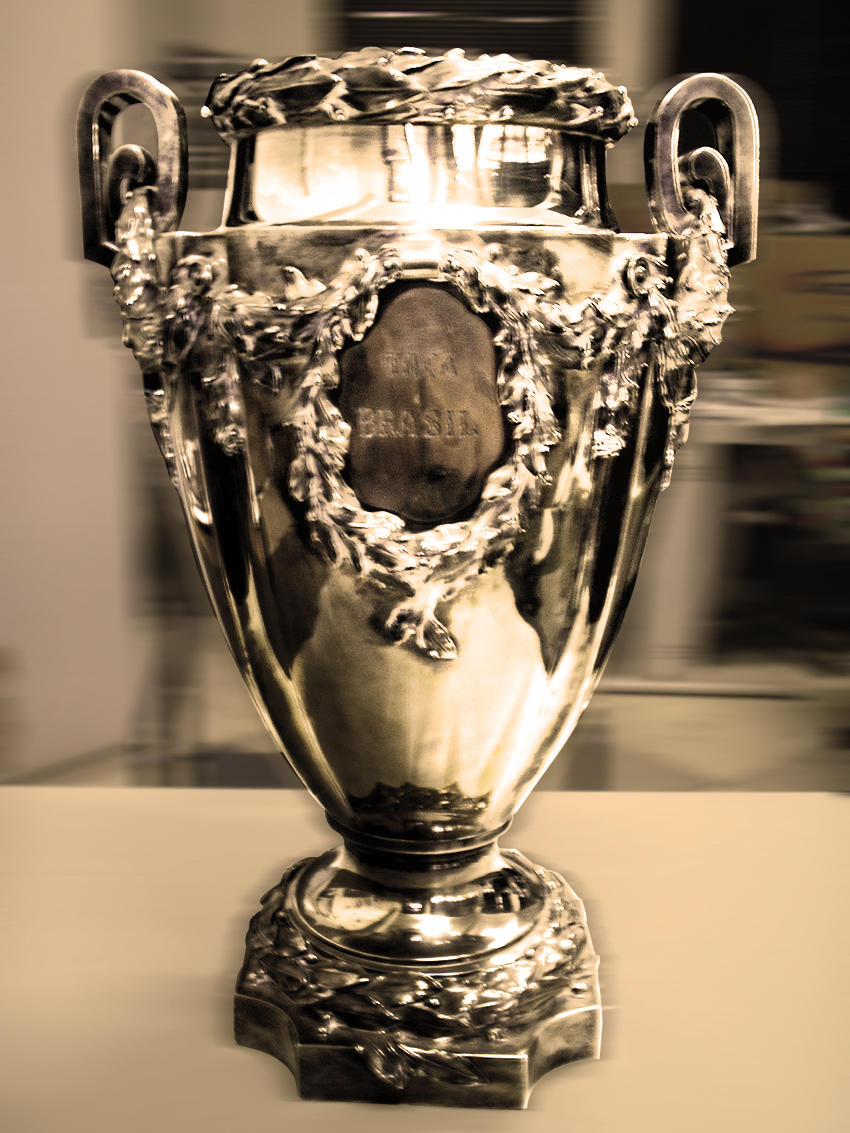
Чаша Бразилии 1966 года — первый чемпионский трофей «Крузейро».

Как и ожидалось от такого сильного состава, «Крузейро» уверенно вышел в финал Чаши Бразилии 1966 года, где встретился с «Сантосом». Последние не проигрывали в этом турнире уже пять лет подряд, к тому же, успели дважды выиграть в Кубке Либертадорес и Межконтинентальном Кубке. «Сантос» тех лет олицетворял Бразилию на футбольной арене и был одним из лучших клубов планеты своего времени. За него играли многие известные футболисты тех лет, включая легендарного Пеле. Однако 30 ноября 1966 года «Крузейро» сотворил сенсацию на «Минейране». На глазах более чем 90 000 зрителей он громит «Сантос» со счётом 6:2. 7 декабря 1966 года в ответном матче на «Пакаэмбу» «Сантос» буквально с первых минут пытается взять инициативу в матче в свои руки и заканчивает первый тайм со счётом 2:0 в свою пользу. Тем не менее во втором тайме, пусть и не сразу, но «Крузейро» перехватывает инициативу у хозяев, вырвав победу со счётом 2:3 буквально на последних минутах матча. Это победа стала первым большим успехом «Крузейро» на национальной арене, а скромный до этого клуб из штата Минас-Жирайс записал своё имя золотыми буквами в историю бразильского футбола. Для некоторых футболистов «Крузейро», таких как Дирсеу Лопес, Тостао и Вилсона Пиаццы, этот успех открыл двери в национальную сборную Бразилии. Последние двое в составе национальной сборной выиграли Чемпионат Мира по футболу 1970 года.
С открытием «Минейрана» в 1965 году многие связывают начало золотой эры как «Крузейро», так и для самого футбола в штате Минас-Жирайс. В те годы команда прочно доминирует в Лиге Минейро, где успешно защищает свой титул чемпиона вплоть до 1970 года. Победа в одном из самых сильных розыгрышей Чаши Бразилии в 1966 году не только сделала команде громкое имя, но и открыла ей двери в Кубок Либертадорес. Первым заграничным матчем для клуба стал выезд в столицу Венесуэлы Каракас, на игру против «Депортиво Галисия». «Крузейро» не только успешно прошёл этот первый тест, минимально победив хозяев со счётом 1:0, но так же стал единственной командой, которая не потерпела поражение в четвертьфинальном групповом отборочном раунде турнира. Помимо «Депортиво Галисия», соперниками «Крузейро» по группе были: перуанские клубы «Университарио», «Спорт Бойз» и ещё один венесуэльский клуб «Депортиво Италия». Ещё один участник группы, уже знакомый им «Сантос», отказался от участия в турнире, поскольку участие в Кубке Либертадорес подвергло бы опасности их выступление в Лиге Паулисте. Соперниками «Крузейро» на стадии полуфинала турнира, становятся сразу два уругвайских клуба. Чемпион Уругвая «Насьональ» и действующий чемпион Кубка Либертадорес «Пеньяроль», ставший сильнейшим клубом мира в 1966 году. В групповых матчах «Крузейро» удалось как одержать верх над уругвайскими клубами, так и потерпеть от них поражение. Отстав по итогу от «Насьоналя» всего на одно очко команда вылетает из Кубка Либертадорес. В Чаше Бразилии 1967 года «Крузейро» не удаётся отстоять свой титул чемпиона страны, так как в полуфинале турнира его выбивает «Наутико». Шанс взять у них реванш «Крузейро» мог получить в финале Чаши Бразилии 1968 года, однако обе команды проигрывают свои полуфиналы и выбывают из турнира. В 1969 году «Крузейро» был близок к очередному большому успеху на национальной арене. В рамках Кубка Роберто Гомеса Педрозы, сменившего Чашу Бразилии, наряду с «Коринтиансом», «Ботафого» и «Палмейрасом», «Крузейро» выходит в финальную стадию турнира. В групповом раунде как «Крузейро», так и «Палмейрас» остаются не побеждёнными. С идентичными показателями всего за счёт лучшего коэффициента голов победу в кубке присуждают «Палмейрасу».

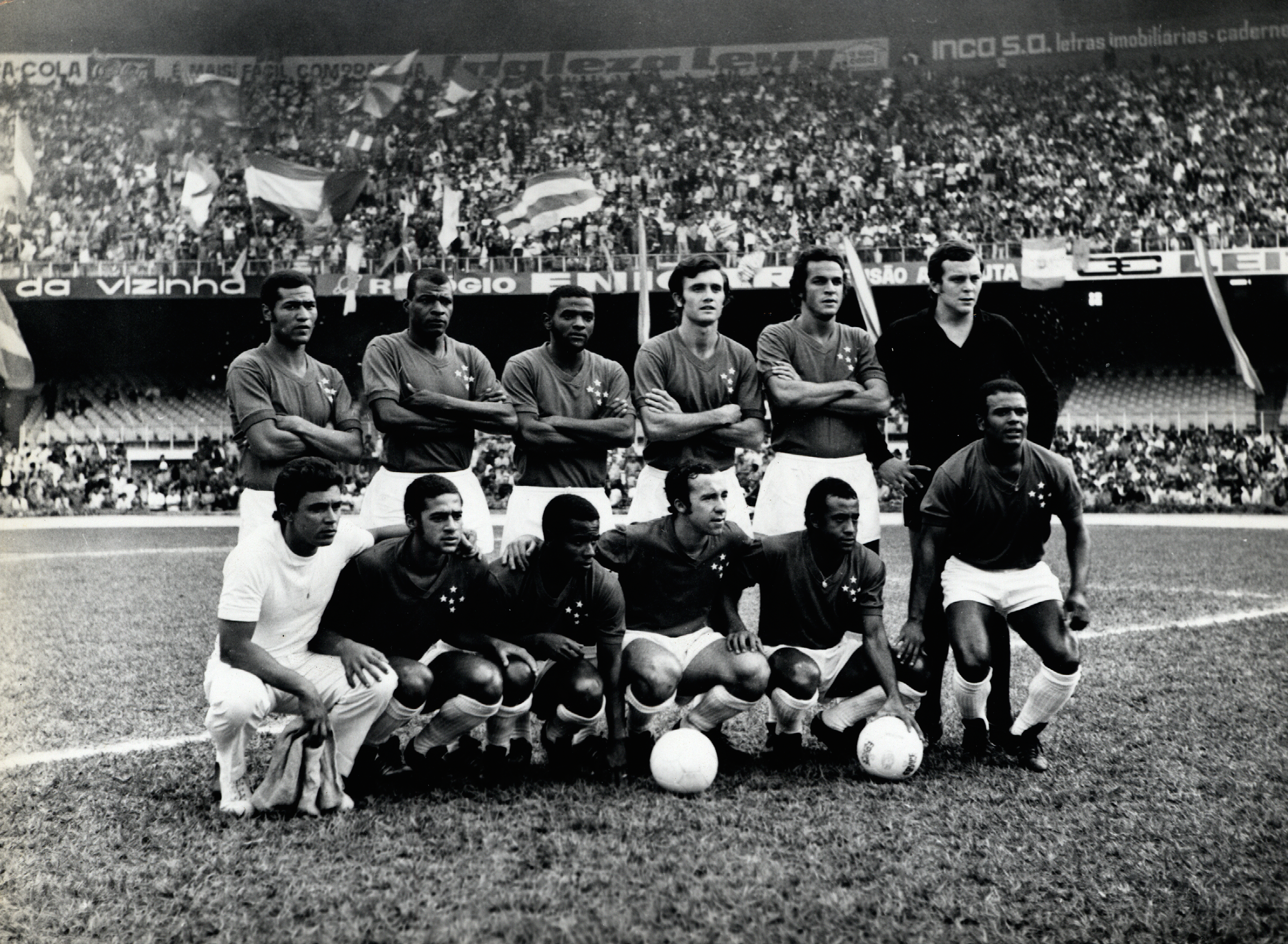
Футболисты «Крузейро» в 1971 году.

Начало 1970-х годов «Крузейро» встречает кратковременной потерей гегемонии в чемпионате штата. С 1971 года в Бразилии появляется свой официальный чемпионат. Победителем его первого розыгрыша стал давний соперник клуба «Атлетико Минейро». В 1974 году «Крузейро» удаётся выйти в финал чемпионата Бразилии, однако 1 августа 1974 года клуб проигрывает «Васко да Гама» со счётом 2:1 на «Маракане». За этим последовал ещё один финал в 1975 году, но как и в прошлый раз «Крузейро» вновь упускает трофей на этот раз «Интернасьоналу». Как вице-чемпион Бразилии «Крузейро» получает путёвку в Кубок Либертадорес 1976 года. Именно в его рамках он берёт реванш у «Интернасьонала» в групповом турнире нанеся ему сразу два поражения 5:4 и 2:0. В стадии полуфинала турнира, одержав верх над «ЛДУ Кито» и «Альянса Лима», команда впервые выходит в финал Кубка Либертадорес. Соперником «Крузейро» в финале становится аргентинский «Ривер Плейт». Обыграв в домашнем матче аргентицев со счётом 4:1, «Крузейро» проигрывает ответный матч на выезде со счётом 2:1. 30 июля 1976 года в третьем и решающем матче против «Ривер Плейта» бразильцы одерживает волевую победу со счётом 3:2 и впервые в свой истории становятся победителем Кубка Либертадорес. Победа «Крузейро» стала первым успехом команды из Бразилии в турнире за более чем 10 лет. До этого единственным бразильским клубом, выигравшим Кубка Либертадорес, был только «Сантос». Этот большой успех с болельщиками «Крузейро» разделила вся Бразилия, а самому клубу предстоял ещё один новый вызов, матч за Межконтинентальный кубок. Соперником «Крузейро» должна была стать мюнхенская «Бавария». Первый матч в Германии, состоявшийся 23 ноября 1976 года, встретил бразильцев непривычными для них зимней погодой и горами снега на поле. Попытка персонала «Олимпиаштадион» исправить это только усугубила ситуацию превратив поле в каток. Тяжёлый во всех смыслах для «Крузейро» матч закончился победой немцев со счётом 2:0. Ответный матч в Бразилии 21 декабря 1976 года привлёк на трибуны «Минейрана» рекордные 123 715 болельщиков. В канун Рождества бразильские болельщики ожидали очередной сенсации, однако чуда не произошло. Несмотря на хорошую игру «Крузейро» матч с немцами завершился в ничью 0:0 и Межконтинентальный кубок увозит домой «Бавария».

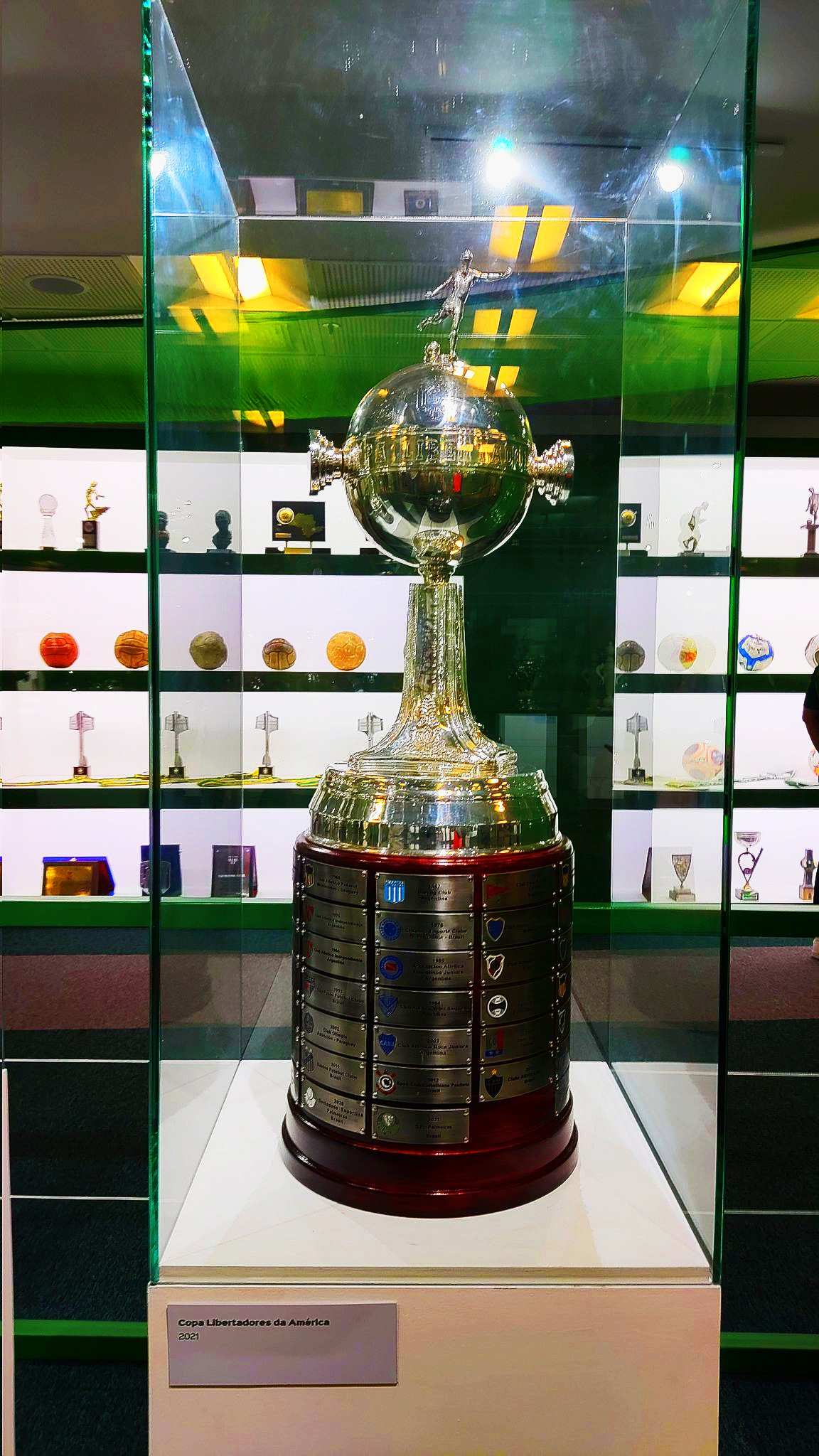
Кубок Либертадорес — первый международный успех «Крузейро».

В 1977 году «Крузейро», как действующий победитель Кубка Либертадорес, начал борьбу за этот трофей со стадии полуфинала турнира. По некой иронии одним из противников клуба на этой стадии становится хорошо знакомый им «Интернасьонал», чемпион Бразилии. Другим же противником становится чемпион Венесуэлы «Португеса». Без единого поражения «Крузейро» выходит в финал кубка, где ему предстояла встреча с аргентинским «Бока Хуниорс». По итогам первых двух встреч 6 и 11 сентября 1977 года команды не смогли определить победителя. В Аргентине «Крузейро» минимально проиграл «Бока Хуниорс» со счётом 0:1, в то время как в Бразилии одолел аргентинцев с таким же счётом. 14 сентября 1977 года в Уругвае состоялся третий и решающий матч финала. Тем не менее в этот раз на табло и вовсе остались нули. Ни в основное время, ни даже в овертайм команды снова не смогли определить победителя. Только после серии послематчевых пенальти, завершившейся со счётом 5:4, «Бока Хуниорс» впервые в своей истории выигрывает Кубок Либертадорес. Единственным успехом для бразильцев в том году стал чемпионский титул Лиги Минейро после которого успешные для «Крузейро» 1970-е сменила тёмная полоса.
В 1980-е годы клуб всего дважды выиграл чемпионат штата в 1984 и 1987 году, а результаты «Крузейро» в чемпионате Бразилии оставляли желать лучшего. Светом в конце туннеля этого тёмного периода стало участие «Крузейро» в первом розыгрыше Суперкубка Либетадорес в 1988 году. Одолев аргентинский «Индепендьенте» со счётом 1:3 «Крузейро» успешно вышел в четвертьфинал турнира, где со счётом 2:0 по сумме двух встреч команда одолела ещё один аргентинский клуб «Архентинос Хуниорс». В полуфинале турнира соперником «Крузейро» стал уругвайский «Насьональ (Монтевидео)». Проиграв первый матч на выезде со счётом 3:2, лишь за счёт минимальной победы 1:0 дома бразильцам удаётся выйти в финал Суперкубка Либертадорес. Соперником «Крузейро» стал аргентинский «Расинг (Авельянеда)». В первом матче финала 13 июня 1988 года «Крузейро» проигрывает на выезде со счётом 2:1. Имея в своём активе ответный матч дома, бразильцы всё же не смогли реализовать это преимущество. Вторая встреча команд, состоявшаяся 13 июня 1988 года на «Минейране», закончилась ничьей 1:1, тем самым определив исход противостояния в пользу аргентинцев. Несмотря на поражение в финале Суперкубка Либертадорес, этот турнир чемпионов вдохнул новую жизнь в «Крузейро» и стал началом нового золотого периода в истории клуба.
В 1991 году в рамках Суперкубка Либертадорес последовательно выбив чилийский «Коло-Коло», уругвайский «Насьональ (Монтевидео)» и парагвайскую «Олимпию (Асунсьон)» «Крузейро» вновь выходит в финал турнира. Соперником бразильцев в финале стал аргентинский «Ривер Плейт». 13 ноября 1991 года «Крузейро» проигрывает на выезде со счётом 2:0. Тем не менее, в ответном домашнем матче на «Минейран» команда побеждает аргентинцев со счётом 3:0 и впервые в своей истории становится обладателем Суперкубка Либертадорес. Эта победа дала начало долгому периоду успеха клуба, как на международной, так и на внутренней арене, продлившемуся целых 15 лет. В 1992 году «Крузейро» вновь выходит в финал Суперкубка Либертадорес. Со счётом 4:1 по суме двух встреч команда берёт верх над аргентинским «Расинг (Авельянеда)» и во второй раз становится обладателем этого трофея. В 1993 году «Крузейро» добивается очередного успеха уже на национальной арене. Клуб становится победителем восстановленного в 1989 году Кубка Бразилии.

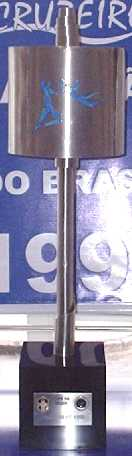
Выигранный «Крузейро» в 1996 году Кубок Бразилии.

Весной 1995 года победа над парагвайской «Олимпией» приносит «Крузейро» очередной трофей — Кубок обладателей Суперкубка Либертадорес. Это достижение позволяет клубу поучаствовать в розыгрыше Золотого Кубка, трофея который разыгрывался между победителями Кубка Либертадорес, Суперкубка Либертадорес, Кубка КОНМЕБОЛ и Кубка обладателей Суперкубка Либертадорес. 1 ноября 1995 года победа над «Сан-Паулу» по серии пенальти (2:4) приносит «Крузейро» этот трофей. В 1996 году благодаря победе над «Палмейрасом» клуб становится обладателем Кубка Бразилии. Этот успех приносит «Крузейро» очередную путёвку в Кубок Либертадорес. Успешно пройдя групповой отбор и последовательно выбив из турнира: эквадорский «Эль Насьональ», чемпиона Бразилии «Гремио» и чилийский «Коло-Коло», команда выходит в финал Кубка Либертадорес. Другим финалистом того розыгрыша становится чемпион Перу — «Спортинг Кристал». 6 августа 1997 года выездной матч в Лиме заканчивается ничьей 0:0. 13 августа 1997 года минимальная домашняя победа 1:0 на «Минейране» приносит «Крузейро» вторую в истории победу в Кубке Либертадорес. В 1998 году «Крузейро» выходит в финал Кубка Бразилии, однако уступает трофей «Палмейрасу». Шанс взять у него реванш «Крузейро» получил ближе к концу того же года, в первом розыгрыше Кубка Меркосур. Успешно пройдя групповой этап турнира, команда выходит в четвертьфинал кубка. Последовательно выбив аргентинские «Ривер Плейт» и «Сан-Лоренсо де Альмагро» клуб выходит в финал кубка. Тем не менее, реванша у «Палмейраса» клубу так и не удалось взять. Победителем по итогу их противостояния в трёхматчевом финале Кубка Меркосур выходит именно «Палмейрас». В 1999 году «Крузейро» как берёт реванш у «Палмейраса» в рамках Кубка Меркосур, сыграв один матч группового этапа в ничью (2:2) и нанеся сокрушительное поражение во втором матче (3:0), так и вылетает от него же на стадии четвертьфинала турнира. Несмотря на вылет из турнира «Крузейро» всё же выходит из него с кубком. Этим трофеем стала Рекопа Южной Америки, так как отложенные матчи за этот трофей между «Крузейро» как обладателем Кубка Либертадорес и «Ривер Плейтом» как обладателем Южноамериканского кубка прошли в рамках Кубка Меркосур.
В 2000 году «Крузейро» как часть Клуба Тринадцати принял участие в организации Кубка Жоао Авеланжа. Этот турнир заменил сорванный официальный чемпионат Бразилии и в нём поучавствовали рекордные 116 команд. В отличие от первого такого «бунта» 1987 года, победитель Кубка Жоао Авеланжа «Васко да Гама» стал полноценно признанным чемпионом Бразилии. 9 июня 2000 года «Крузейро» побеждает «Сан-Паулу» со счётом 2:0 в финале Кубка Бразилии и завоёвывает свой первый национальный трофей в новом тысячелетии. В 2003 году под руководством известного бразильского тренера Вандерлея Лушембургу «Крузейро» добивается невиданного успеха на национальной арене при этом побив и установив ряд уникальных рекордов. Команда не только впервые становится чемпионом Серии А, но и вдобавок набирает рекордные 100 очков по итогам чемпионата. Помимо этого благодаря победе в Кубке Бразилии «Крузейро» оформляет первый в истории страны национальный дубль. С выигранным в том же году титулом чемпиона Лиги Минейро «Крузейро» становится обладателем ещё одного и вовсе уникального по меркам бразильского футбола достижения — «тройной короны». Многие годы эти достижения оставались недостижимыми никому. Лишь в 2021 году их принципиальному сопернику «Атлетико Минейро» всё же удалось повторить как национальный дубль, так и «тройную корону». Рекорд в 100 очков по итогам сезона остаётся непобитым и по сей день.

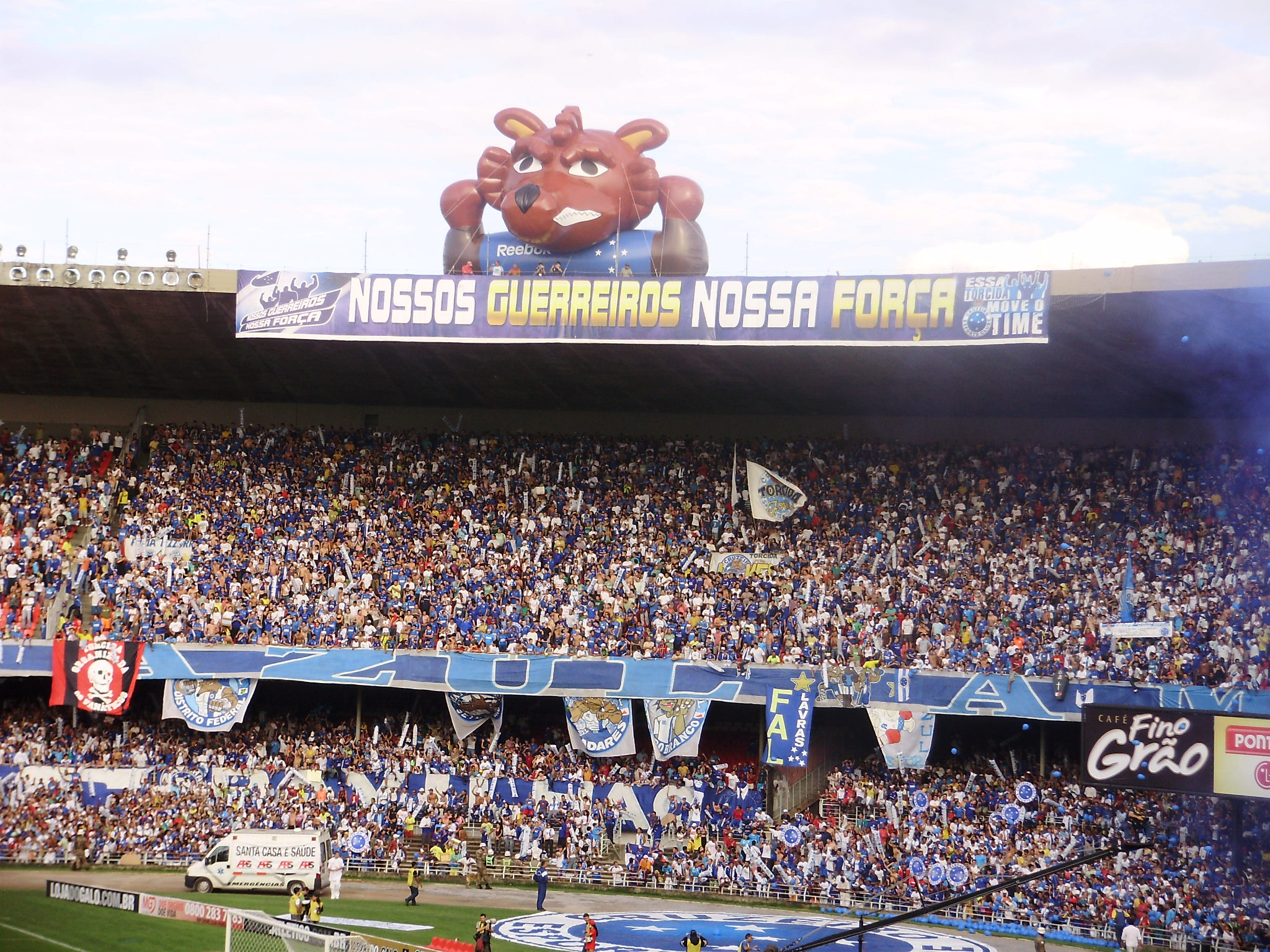
Поддержка болельщиков «Крузейро». 2009 год.

За этим феноменальным успехом последовал спад, от которого «Крузейро» смог оправиться лишь в 2007 году. В 2008 году завоевав бронзу чемпионата Бразилии, команда зарабатывает очередную путёвку в Кубок Либертадорес. Начатая клубом в 2009 году кампания становится одним из лучших выступлений «Крузейро» на международной арене последнего десятилетия и приводит их к финалу турнира. 8 июля 2009 года «Крузейро» удаётся сыграть вничью (0:0) против «Эстудиантес» на выезде. Тем не менее, уже 15 июля 2009 года команда терпит горькое домашнее поражение от аргентинцев со счётом 1:2 и упускает трофей. В 2010 году «Крузейро» был очень близок к очередному чемпионскому титулу однако отстал от победителя того года «Флуминенсе» всего на 2 очка. В конце того же года Бразильская конфедерация футбола приняла решение приравнять к чемпионским титулам старый Кубок Бразилии (1959—1968) и Кубок Роберто Гомеса Педрозы (1967—1970). Поэтому, с учётом победы в Кубке Бразилии 1966 года, «Крузейро» после победы в Серии А в чемпионате Бразилии в 2003 году стал двукратным чемпионом Бразилии.
В 2013 году «Крузейро» уверенно выигрывает национальный чемпионат и добавляет к этому числу ещё один титул. В 2014 году «Крузейро» отстоял свой титул во второй раз подряд выиграл чемпионат став чемпионом Бразилии. Помимо этого «Крузейро» был близок к повторению как национального дубля, так и «тройной короны» однако проигрывает в финале Кубка Бразилии своему главному сопернику «Атлетико Минейро». Вражда этих команд после этого вспыхнула с ещё большей силой. В 2013 и 2014 году тренер «Крузейро» Марсело Оливейра был признан тренером года Бразилии, а игрок клуба Эвертон Рибейро — лучшим игроком чемпионата. После этих больших успехов «Крузейро» поразил очередной спад. Его кульминацией стал 2019 год, когда «Крузейро» впервые в своей истории вылетел из элитной Серии А. Поражение в последнем матче сезона против «Палмейраса» со счётом 0:2 ещё в основное время игры перерос в массовые беспорядки. В их результате в больницы города Белу-Оризонти попало 32 человека, а три человека были арестованы полицией. 13 декабря 2019 года фанаты «Крузейро» устроили масштабную акцию протеста против клубного руководства и, в первую очередь, против президента Вагнера Пиреса ди Са. На тот момент «Крузейро» был всего одним из четырёх клубов, которые никогда не покидали Серию А. В настоящий момент их и вовсе только два. Это «Фламенго» и «Сан-Паулу».
В декабре 2021 года 90 % акций «Крузейро» приобрёл его бывший игрок и двукратный чемпион мира в составе сборной Бразилии Роналдо. В 2022 году «Крузейро» досрочно, за пять туров до конца чемпионата, обеспечил себе первое место в Серии B и возвращение в элиту бразильского футбола. В апреле 2024 года Роналдо продал свои 90 % акций бизнесмену Педру Лоренсу за 500 миллионов реалов.

## Болельщики и соперничество с другими клубами

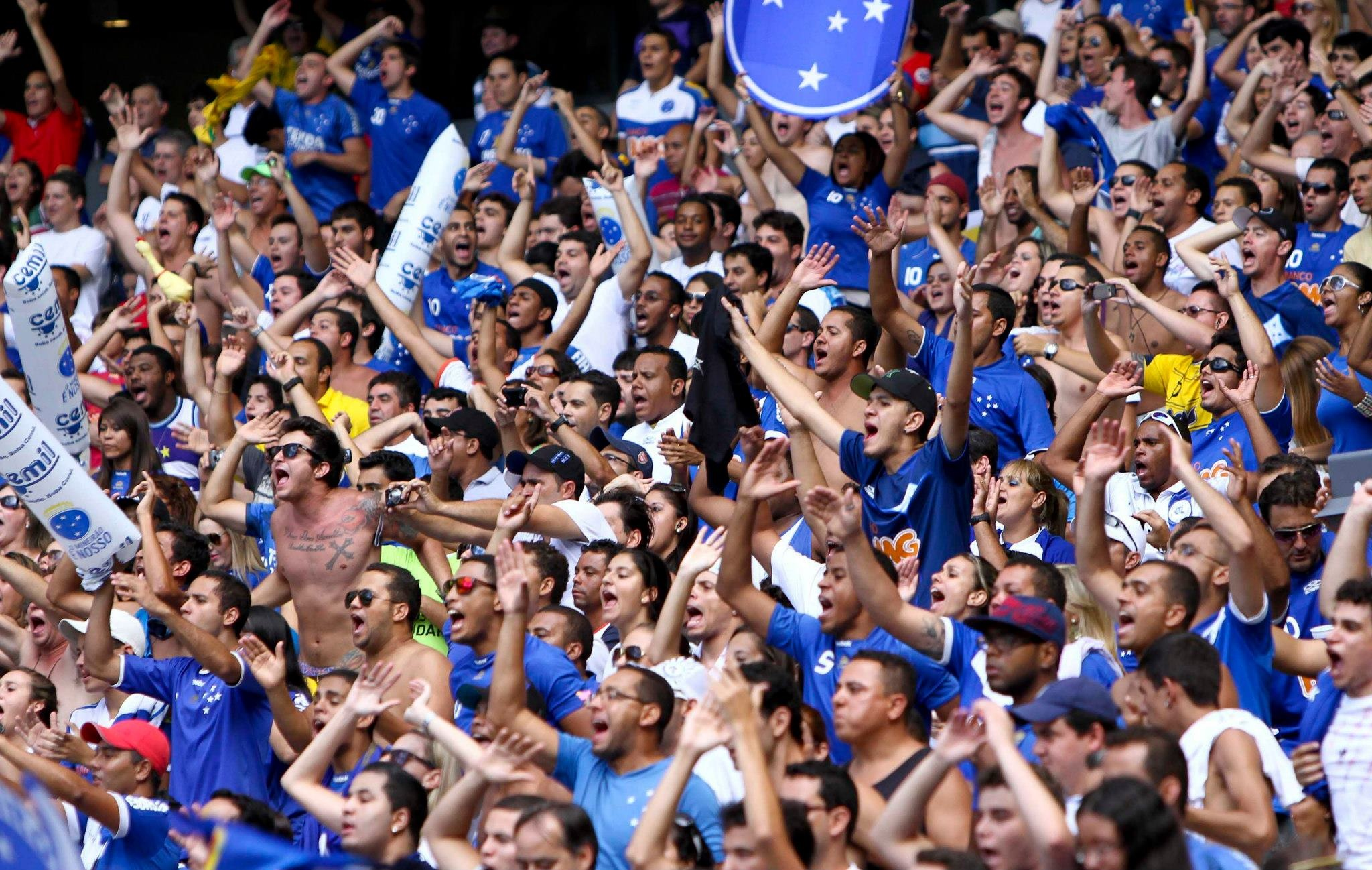
Болельщики «Крузейро».

Болельщики «Крузейро» известны под прозвищем «Голубая нация» (порт. Nação Azul) или «Голубой Китай» (порт. China Azul). Последнее прозвище в прошлом они получили от известного бразильского журналиста и писателя Роберто Драммонда. Будучи болельщиком «Атлетико Минейро» в одной из своих статей Драммонд так подчеркнул стремительный и неуправляемый рост болельщиков «Крузейро». В настоящее время этот феномен подтверждает ряд таких исследовательских институтов как: Brazilian Institute of Public Opinion and Statistics (IBOPE), Datafolha и Vox Populi. По их подсчётам количество болельщиков «Крузейро» вдвое превышает количество болельщиков его принципиального соперника «Атлетико Минейро». Всего болельщиками «Крузейро» являются около 8,5 миллионов человек, что составляет 4,5 % населения Бразилии. Тем не менее настолько популярным клуб был не всегда. В 1931 году по исследованию газеты Estado de Minas поддержка «Атлетико Минейро» в Белу-Оризонти составляла 46,2 %, и была выше чем у «Крузейро» с 35,9 %. В 1971 году журнал Placar при поддержке одного из исследовательских институтов Белу-Оризонти попытался выяснить, какой из трёх городских клубов поддерживают больше всего. С перевесом в один процент победу вновь одержал «Атлетико Минейро», 43 % к 42 %. В дальнейшие же десятилетия подчеркнутая Драммондом тенденция сделала «Крузейро» не только самым популярным клубом в Белу-Оризонти, но и одним из самых популярных футбольных клубов Бразилии.
Самыми принципиальными для болельщиков «Крузейро» являются матчи против своего извечного соперника «Атлетико Минейро». Дерби этих команд известно как «Классико Минейро». Другими принципиальными соперниками «Крузейро» можно назвать ещё один клуб из Белу-Оризонти — «Америка Минейро», а также ещё один известный в штате Минас-Жирайс клуб «Вила-Нова» из города Нова-Лима. Важными для болельщиков клуба являются матчи с командами Клуба Тринадцати, одним из основателей которого является «Крузейро». Самыми известными торсидами клуба являются: «Máfia Azul», «Fanáti-Cruz», «Mancha Azul», «Fanáticos do Palestra», «Pavilhão Independente», «Torcida & MotoClube Motozeiros», «Torcida Alcoolizada CachaZeiros», «Torcida Jovem», «Nascidos Palestra», «Forjados Cruzeiro» и «Cru-Chopp Santa Tereza». Давними друзьями болельщиков «Крузейро» являются болельщики аргентинского «Сан-Лоренсо де Альмагро». Данная дружба является редким прецедентом уважительных и дружеских отношений между болельщиками бразильских и аргентинских клубов, которых исторически всегда связывали лишь сильные противостояния и вражда.

## Стадион

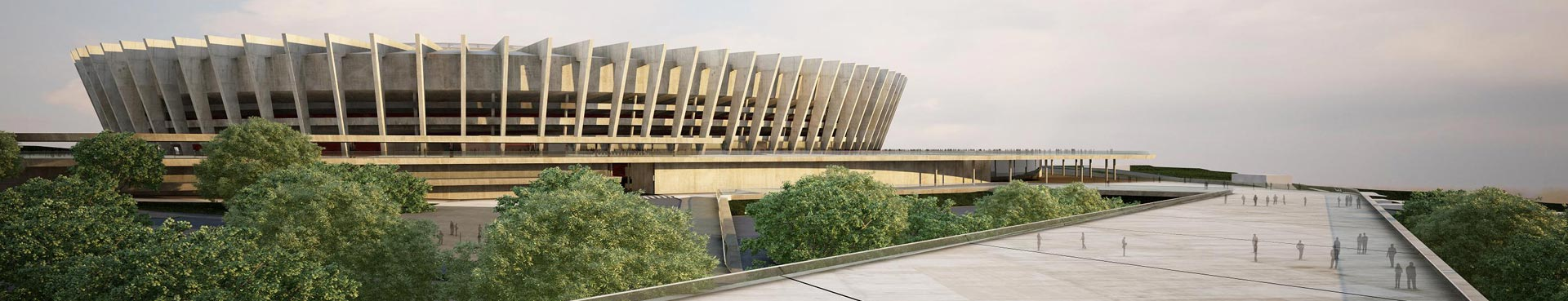
Вид на «Минейран». 2014 год.

Минейра́н (порт. Estádio Mineirão — футбольный стадион в Бразилии, расположенный в районе Пампулья города Белу-Оризонти. Домашний стадион «Крузейро» и одна из домашних арен сборной Бразилии по футболу. Открытию арены предшествовало более 25 лет. В 1940-х годах начало зарождаться движение из людей, сплочённых идеей строительства большой арены в Белу-Оризонти соответствовавшей уровню футбола в штате Минас-Жерайс. Лучшие команды города хоть и имели свои стадионы, но они были тесными, неудобными и не могли покрывать растущее число болельщиков клубов. Более состоятельный из этих клубов «Атлетико Минейро» годами скупал землю в городе, и был близок к строительству новой арены на 30 000 зрителей в 1937 году. Однако из-за серьёзных денежных трудностей руководство клуба вынуждено было распродать эту землю. В конце 1940-х годов журналист Канор Симойнс Коэльо, представлявший Белу-Оризонти на переговорах с Бразильской конфедерацией футбола (БКФ), добился его включения в список принимающих городов предстоящего Чемпионата мира по футболу 1950 года. Строительство новой городской арены «Индепенденсия» шло очень медленно. Только вмешательство БКФ и ФИФА помогло ускорить процесс и торжественно открыть арену в срок. Тем не менее фурор вокруг «Индепенденсии» постепенно пошёл на спад, так как стадион, который хоть и с импровизациями, но смог принять матчи ЧМ 1950, оказался мал для болельщиков Белу-Оризонти. На арене вместимостью в 30 000 зрителей часто не хватало мест, и она была неудобной как для аудитории, так и для спортивной прессы.
В начале 1950-х годов группой студентов из инженерной школы Федерального Университета штата Минас-Жерайс был предложен проект по строительству большого стадиона в районе Пампулья, где университет имел большой участок земли. Проект получил поддержку, как властей Белу-Оризонти, так и футбольной федерации штата. Усилиями её главы Франциско де Кастро Кортеса к рассмотрению проекта были даже привлечены инженеры строившие «Маракану». После ряда обсуждений и вариантов, властями города был официально утверждён проект «Минейран». 25 февраля 1960 года федеральное правительство Бразилии и Федеральный Университет штата Минас-Жерайс официально передали штату землю в Пампулье под строительство нового стадиона. Строительные работы, начавшиеся ещё в 1959 году, в первые же годы встретили серьёзные финансовые трудности из-за чего строительство арены значительно замедлилось. С другой стороны это дало инженерам возможность применить к строительству стадиона современные инновации и передовые решения тех лет. Инженеры проекта даже провели рентгеновское исследование «Мараканы», оценив её слабости, чтобы избежать их при строительстве «Минейрана». Их усилиями, как и руками тысяч рабочих работавших порою посменно без остановок Белу-Оризонти получил самый современный стадион Бразилии своего времени.

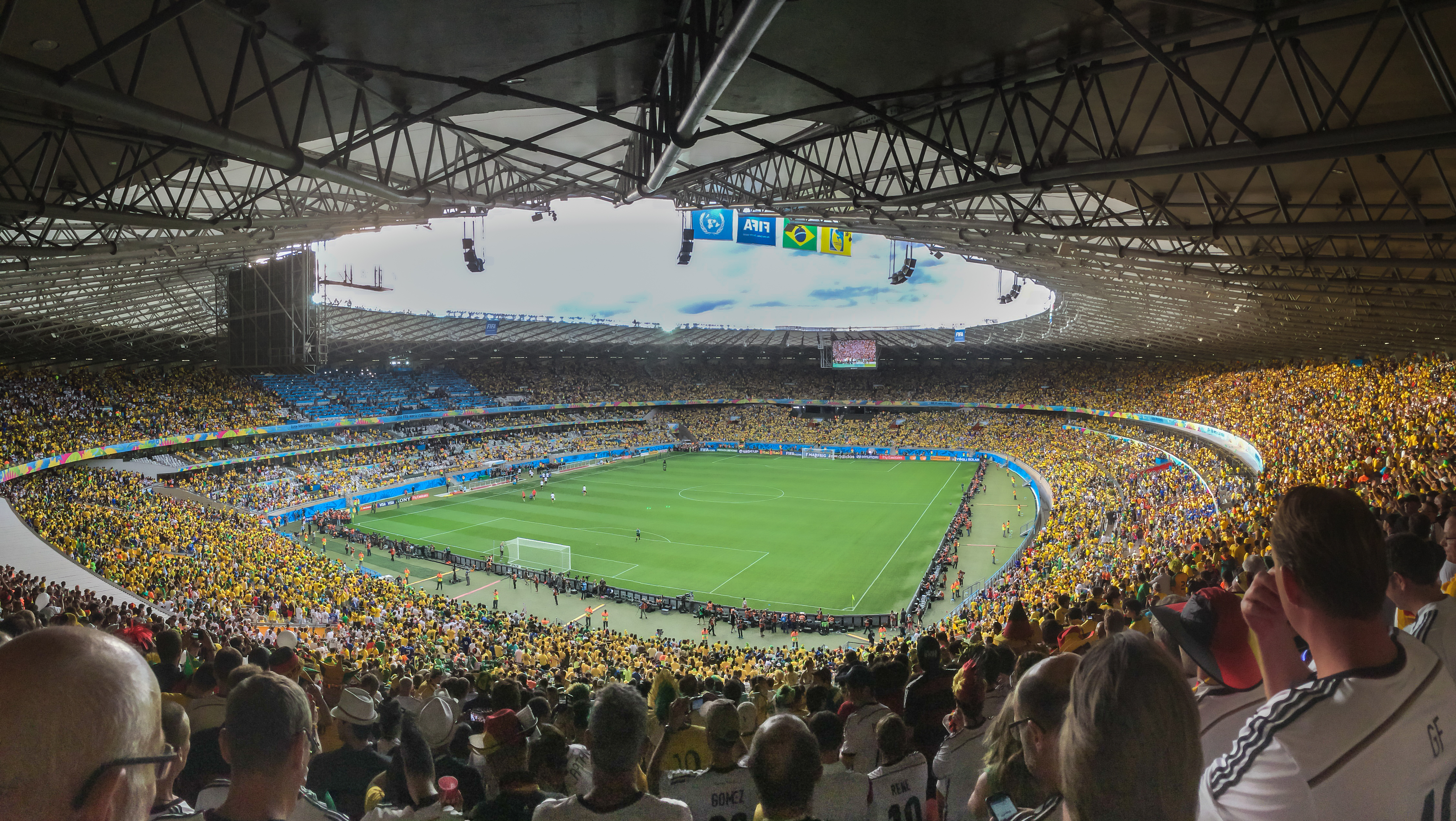
Трибуны «Минейрана» во время игр Чемпионата Мира 2014.

Стадион был торжественно открыт 5 сентября 1965 году матчем между сборной штата Минас-Жерайс и аргентинским «Ривер Плейтом». Матч открытия собрал на трибунах «Минейрана» 73 201 болельщика. С момента своего открытия он стал домом для трёх лучших городских клубов — «Крузейро», «Атлетико Минейро» и «Америка Минейро». Последние два клуба с годами покинули «Минейран». С открытием арены связывают подъём уровня футбола в штате Минас-Жерайс, ведь в дальнейшие годы и «Атлетико Минейро» и «Крузейро» добились больших успехов на национальной и международной арене. «Минейран» принимал у себя матчи финалов Кубка Либертадорес в 1976, 1977, 1997, 2009 и 2013 году, финалов Суперкубка Либертадорес в 1988, 1991, 1992, 1996 году, и финалов Кубка КОНМЕБОЛ в 1992, 1995, 1997 году. В 1997 году «Минейран» поставил абсолютный рекорд посещаемости, когда 22 июня 1997 года матч «Крузейро» против «Вила-Нова» привлёк на арену 132 834 зрителя. В 2013 году стадион принимал матчи Кубка конфедераций 2013 года а в 2014 году матчи Чемпионата мира по футболу 2014 года. Этим событиям предшествовала программа реконструкции стадиона по тому же принципу, как это было реализовано с Олимпийским стадионом в Берлине, с сохранением оригинального внешнего облика и улучшением внутренней инфраструктуры объекта. Реконструкция стадиона была завершена 22 декабря 2012 года. В 2016 году арена принимала футбольные матчи Олимпийских Игр 2016 года. В 2023 году арену покинул «Атлетико Минейро», который завершил строительство своего стадиона. В настоящий момент вместимость «Минейрана» составляет 66 658 зрителей.

## Символы

### Эмблема

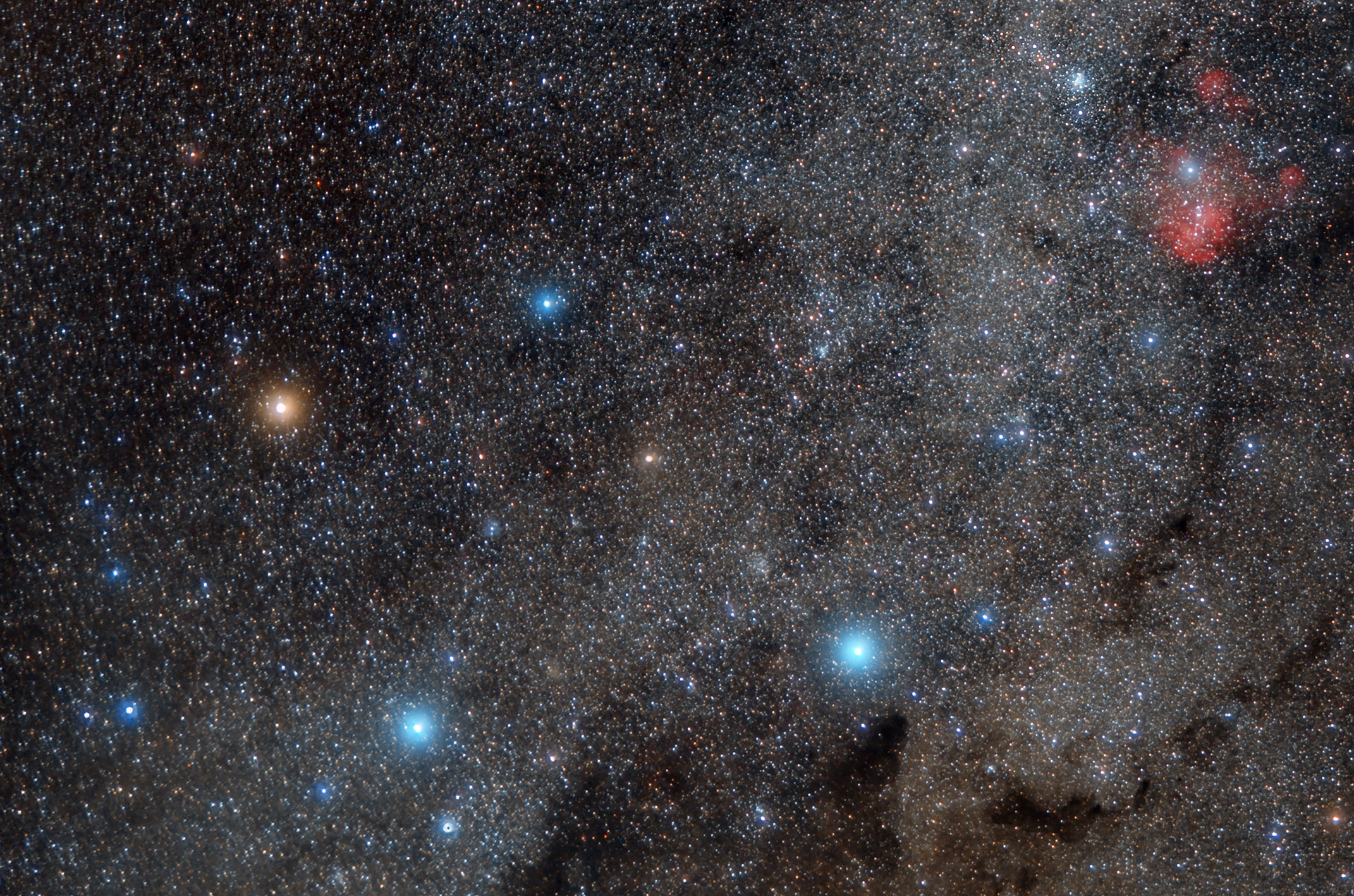
Созвездие Южного Креста.

Первым логотипом «Палестра Италия» был ромб, верхняя половина которого была красная, а нижняя половина зелёная. В центре логотипа находился белый круг с буквами P и I внутри. Сам логотип был отсылкой к цветам итальянского флага. В 1920-е годы эмблема претерпела некоторые стилистические изменения, но всё также оставалась данью уважения своим корням и национальной идентичности. В 1942 году команда вынуждена была по политическим причинам изменить название клуба на «Крузейро», что с португальского переводилось как «крест». Это название имело сразу две отсылки, в первую очередь важной сердцу многих итальянцев католической вере, так и созвездию Южного Креста, которое есть на флаге и гербе Бразилии. Таким способом они отдали должное звёздам, что привели их предков на южный континент, стране, что стала им домом, так и вере, что объединяла сердца бразильцев как ни что другое. С тех самых пор «Крузейро» носит свой нынешний логотип в виде синего круга с созвездием Южного Креста внутри и названием клуба вокруг него. В 2006 году в честь требла 2003 года эмблему клуба ненадолго украсила золотая корона.

#### Эволюция эмблемы

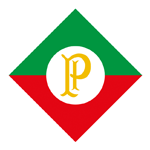
1921
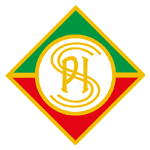
1927
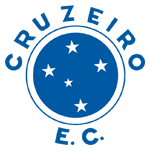
1942
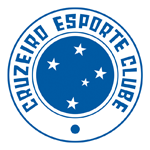
1959
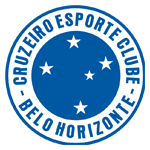
1961
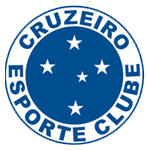
1996

### Клубные цвета и форма
В годы когда «Крузейро» был известен как «Палестра Италия», в цветах его домашней формы преобладал зелёный цвет. В первом домашнем комплекте клуба была тёмно-зелёная рубашка, с белыми шортами и зелёными носками. Именно в этом комплекте 3 апреля 1921 года «Палестра Италия» вышла на поле стадиона «Прадо Минейро», где одержала победу со счётом 2:0 над «Вилья-Нова». В дальнейшем зелёный цвет формы стал более светлым, а белый и красные цвета, как и прежде продолжали оставаться неотъемлемым атрибутом формы «Палестра Италия». Все вместе они имели прямую отсылку к цветам итальянского флага, и в конце концов, это стало причиной появления их прозвища «триколорные». С изменением названия клуба в 1940-х годах на «Крузейро» были изменены и клубные цвета. Новым клубным цветом стал синый цвет, к которому довольно быстро присоединился белый. Вместе они стали данью уважения «Йель Атлетико» сыгравшей важную роль в становлении «Палестра Италия». В то же время, из-за плохого освещения клубной арены «Крузейро» вплоть до 1959 года клуб вынужден был использовать как более светлые тона синего, так и давать большее предпочтение белому цвету.
| Эволюция формы «Палестра Италии» | Эволюция формы «Палестра Италии» | Эволюция формы «Палестра Италии» | Эволюция формы «Палестра Италии» | Эволюция формы «Палестра Италии» | Эволюция формы «Палестра Италии» | Эволюция формы «Палестра Италии» | Эволюция формы «Палестра Италии» |
| 1921                             | 1922                             | 1923                             | 1928                             | 1936                             | 1940                             |                                  |                                  |
| -------------------------------- | -------------------------------- | -------------------------------- | -------------------------------- | -------------------------------- | -------------------------------- | -------------------------------- | -------------------------------- |

| Эволюция формы «Крузейро» | Эволюция формы «Крузейро» | Эволюция формы «Крузейро» | Эволюция формы «Крузейро» | Эволюция формы «Крузейро» | Эволюция формы «Крузейро» | Эволюция формы «Крузейро» | Эволюция формы «Крузейро» |
| 1942                      | 1950                      | 1956                      | 1966                      | 1984                      | 2003                      |                           |                           |
| ------------------------- | ------------------------- | ------------------------- | ------------------------- | ------------------------- | ------------------------- | ------------------------- | ------------------------- |

#### Производители формы и спонсоры

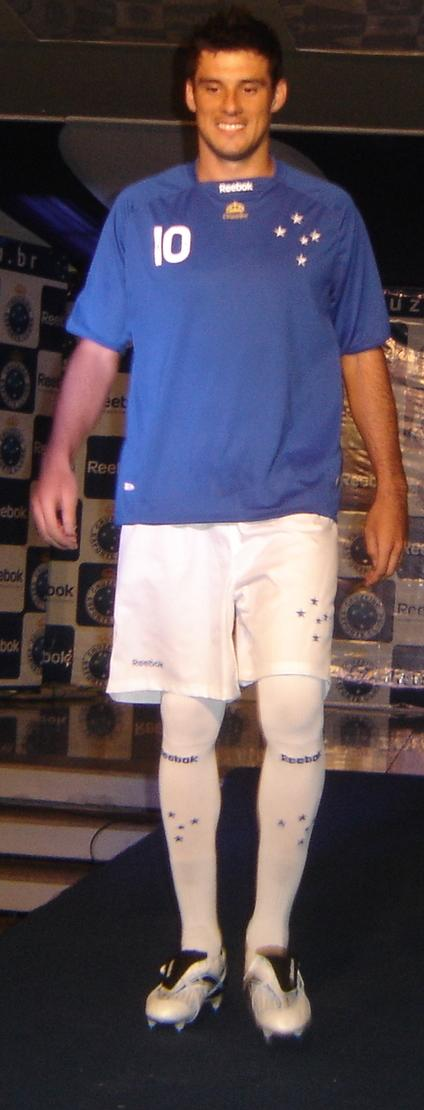
Фабрицио в домашней форме «Крузейро». 2009 год.

| Период      | Производитель | Спонсор              |
| ----------- | ------------- | -------------------- |
| 1984        | Topper        | Medradão             |
| 1985        | Topper        | Frigorífico Perrella |
| 1986        | Adidas        | BDMG                 |
| 1987 — 1988 | Adidas        | -                    |
| 1989        | Adidas        | Coca-Cola            |
| 1990 — 1995 | Finta         | Coca-Cola            |
| 1996        | Finta         | Energil C            |
| 1997 — 1998 | Rhumell       | Energil C            |
| 1998 — 1999 | Topper        | Energil C            |
| 2000 — 2003 | Topper        | FIAT                 |
| 2004 — 2005 | Topper        | Siemens Mobile       |
| 2006 — 2007 | Puma          | Xerox                |
| 2007 — 2008 | Puma          | Construtora Tenda    |
| 2009        | Reebok        | Banco Bonsucesso     |
| 2010 — 2011 | Reebok        | Banco BMG            |
| 2012 — 2014 | Olympikus     | Banco BMG            |
| 2015        | Penalty       | Supermercados BH     |
| 2016 — 2018 | Umbro         | Caixa                |
| 2019        | Umbro         | Digi+                |
| 2020 — 2022 | Adidas        | Supermercados BH     |
| 2023 — 2024 | Adidas        | Betfair              |

### Талисман
Талисман «Крузейро» Рапоза был создан в 1940-х годах известным художником и карикатуристом родом из Белу-Оризонти Фернандо Пьеручетти, более известным как «Мангабейра». За свою жизнь Пьеручетти создал множество клубных талисманов для футбольных команд штата Минас-Жерайс. На создание Рапозы, что с португальского переводится как «лиса», Мангабейру вдохновил бывший президент клуба Марио Гросу. «Он был тем, кого никому не было по силам обмануть. Он был хитрым, проворным, умным и умелым как лиса». Сам талисман подарил «Крузейро» одно из самых знаменитых его прозвищ — «лисы». В 2000-х годах руководство клуба создал Рапосао, что в переводе с португальского означало «большой лис», большого маскота одетого в клубные цвета и подбадривающего болельщиков команды на домашних играх «Крузейро». В 2010 году Рапосао принял участие в Rede Globo’s Competticáo de Mascotes. Это был конкурс футбольных маскотов, который проходил на воскресном спортивном шоу Esporte Espetacular. Эта программа объединила под одной крышей 20 талисманов крупнейших бразильских футбольных команд и заставила их участвовать в ряде состязаний. Рапосао победил в конкурсе и был коронован как лучший футбольный маскот Бразилии. В 2010 году «Крузейро» представил Рапосиньо меньшую версию Рапосао ориентированную на самых маленьких болельщиков клуба.

### Гимн

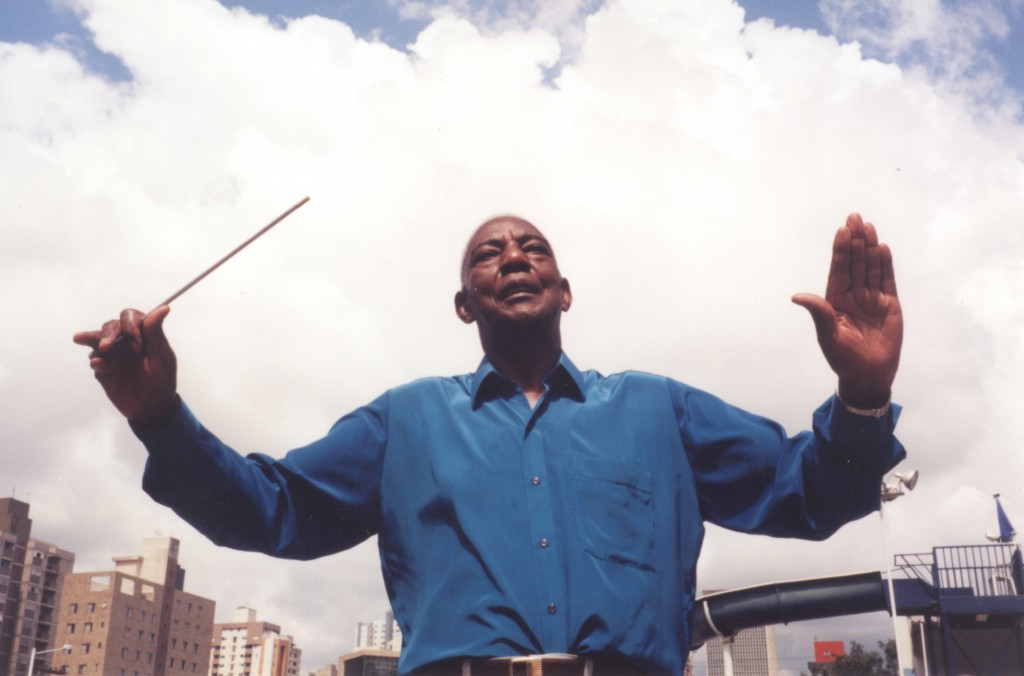
Жадир Амбросио.

Гимном «Крузейро» является написанная в 1966 году песня «Hino ao Campeão» бразильского музыканта Жадира Амбросио. Музыкант родом из города Белу-Оризонти посвятил её своей любимой команде без какой-либо мысли, что эта песня может стать гимном клуба. Однако болельщики «Крузейро» очень тепло приняли её и вскоре адаптировали в клубный гимн. Для самого Амбросио скромно принявшего этот факт, возможность разделить свою любовь к «Крузейро» с миллионами таких же как он простых болельщиков, стала лучшей наградой за его бескорыстную многолетнюю преданность и поддержку клуба.

## Достижения

### Национальные
- Чемпионат Бразилии:
  - Чемпион (4): 1966, 2003, 2013, 2014
  - Вице-чемпион (5): 1969, 1974, 1975, 1998, 2010
- Кубок Бразилии:
  - Обладатель (6): 1993, 1996, 2000, 2003, 2017, 2018
  - Финалист (2): 1998, 2014
- Серии B Бразилии:
  - Чемпион: 2022
- Чемпионат штата Минас-Жерайс / Лига Минейро:
  - Чемпион (38):  1928, 1929, 1930, 1940, 1943, 1944, 1945, 1956, 1959, 1960, 1961, 1965, 1966, 1967, 1968, 1969, 1972, 1973, 1974, 1975, 1977, 1984, 1987, 1990, 1992, 1994, 1996, 1997, 1998, 2003, 2004, 2006, 2008, 2009, 2011, 2014, 2018, 2019
- Суперлига Минейро:
  - Чемпион: 2002
- Кубок Минас-Жерайс:
  - Обладатель (5): 1973, 1982, 1983, 1984, 1985
- Кубок Сул-Минас:
  - Обладатель (2): 2001, 2002
- Кубок Центро-Оэсте:
  - Обладатель : 1999

### Международные
- Кубок Либертадорес:
  - Обладатель (2): 1976, 1997
  - Финалист (2): 1977, 2009
- Суперкубок Либертадорес:
  - Обладатель (2): 1991, 1992
  - Финалист (2): 1988, 1996
- Рекопа Южной Америки:
  - Обладатель : 1999
- Золотой Кубок Николаса Леоса:
  - Обладатель : 1995
- Кубок обладателей Суперкубка Либертадорес:
  - Обладатель : 1994
  - Финалист : 1992
- Южноамериканский кубок:
  - Финалист : 2024
- Кубок Меркосур:
  - Финалист : 1998

### Индивидуальные
- Футболист года в Южной Америке:
  - (1): Тостао (1971)
- Золотой мяч (Бразилия):
  - (4): Дирсеу Лопес (1971), Алекс (2003), Эвертон Рибейро (2013), Рикардо Гуларт (2014)
- Серебряный мяч (Бразилия):
  - (38): Брито (1970), Тостао (1970), Дирсеу Лопес (1971 и 1973), Вилсон Пиацца (1972), Нелиньо (1975), Пальинья (1975), Нелиньо (1979 и 1980), Балу (1989), Адилсон Батиста (1990), Дида (1996 и 1998), Рикардиньо (1996 и 2000), Марсело Джиан (1998), Валдо Фильо (1998), Фабио Жуниор (1998), Крис (2000), Хуан Пабло Сорин (2000), Мауриньо (2003), Клаудио Мальдонадо (2003), Алекс де Соуза (2003), Вагнер (2006 и 2008), Рамирес (2008), Жонатан (2009), Фабио (2010 и 2013), Вальтер Монтильо (2010 и 2011), Майке (2013), Деде (2013), Нилтон (2013), Эвертон Рибейро (2013), Лукас Силва (2014), Рикардо Гуларт (2014), Тиаго Невес (2015)
- Лучший бомбардир чемпионата Бразилии:
  - (2): Тостао (1970), Роберто Сезар (1979)
- Лучший игрок чемпионата Бразилии:
  - (2): Эвертон Рибейро (2013 и 2014)[40][41]
- Тренер года в Бразилии:
  - (2): Марсело Оливейра (2013 и 2014)[42][43].

### «Дубли» и «треблы»
- Дубли
  - Кубок Бразилии и Чемпионат Бразилии: 2003 (первый и всего один из двух национальных дублей в истории Бразилии)
- «Тройная корона» Бразилии
  - Чемпионат штата, Кубок Бразилии и Чемпионат Бразилии: 2003[44] (первая и всего одна из двух таких в истории бразильского футбола)

## Статистика выступлений

### Статистика выступлений в Серии A с 2001 года
| Сезон | Ранг | Турнир  | Место | И  | В  | Н  | П  | ГЗ  | ГП | Очки |
| ----- | ---- | ------- | ----- | -- | -- | -- | -- | --- | -- | ---- |
| 2001  | 1    | Серия A | 21    | 27 | 9  | 5  | 13 | 36  | 43 | 32   |
| 2002  | 1    | Серия A | 9     | 25 | 11 | 6  | 8  | 40  | 39 | 39   |
| 2003  | 1    | Серия A | 1     | 46 | 31 | 7  | 8  | 102 | 47 | 100  |
| 2004  | 1    | Серия A | 13    | 46 | 16 | 8  | 22 | 69  | 81 | 56   |
| 2005  | 1    | Серия A | 8     | 42 | 17 | 9  | 16 | 73  | 72 | 60   |
| 2006  | 1    | Серия A | 10    | 38 | 14 | 11 | 13 | 52  | 45 | 53   |
| 2007  | 1    | Серия A | 5     | 38 | 18 | 6  | 14 | 73  | 59 | 60   |
| 2008  | 1    | Серия A | 3     | 38 | 21 | 4  | 13 | 59  | 44 | 67   |
| 2009  | 1    | Серия A | 4     | 38 | 18 | 8  | 12 | 58  | 53 | 62   |
| 2010  | 1    | Серия A | 2     | 38 | 20 | 9  | 9  | 53  | 38 | 69   |
| 2011  | 1    | Серия A | 16    | 38 | 11 | 10 | 17 | 48  | 51 | 43   |
| 2012  | 1    | Серия A | 9     | 38 | 15 | 7  | 16 | 47  | 51 | 52   |
| 2013  | 1    | Серия A | 1     | 38 | 23 | 7  | 8  | 77  | 37 | 76   |
| 2014  | 1    | Серия A | 1     | 38 | 24 | 8  | 6  | 67  | 38 | 80   |
| 2015  | 1    | Серия A | 8     | 38 | 15 | 10 | 13 | 44  | 35 | 55   |
| 2016  | 1    | Серия A | 12    | 38 | 14 | 9  | 15 | 48  | 49 | 51   |
| 2017  | 1    | Серия A | 5     | 38 | 15 | 12 | 11 | 47  | 39 | 57   |
| 2018  | 1    | Серия A | 8     | 38 | 14 | 11 | 13 | 34  | 34 | 53   |
| 2019  | 1    | Серия A | 17    | 38 | 7  | 15 | 16 | 27  | 46 | 36   |

### Статистика южноамериканских кубков
Актуально на Кубок Либертадорес 2019
| Турнир                                    | Сезоны | Матчи | Победы | Ничьи | Поражения | Забито голов | Пропущено голов | Разница голов | Всего очков |
| ----------------------------------------- | ------ | ----- | ------ | ----- | --------- | ------------ | --------------- | ------------- | ----------- |
| Кубок Либертадорес                        | 17     | 166   | 95     | 32    | 39        | 307          | 158             | +149          | 285         |
| Межконтинентальный кубок                  | 2      | 3     | 0      | 1     | 2         | 0            | 4               | -4            | 1           |
| Южноамериканский кубок                    | 7      | 16    | 7      | 2     | 7         | 18           | 20              | -2            | 23          |
| Рекопа Южной Америки                      | 3      | 5     | 2      | 3     | 0         | 5            | 0               | +5            | 9           |
| Кубок Меркосур                            | 4      | 35    | 19     | 6     | 10        | 69           | 40              | +29           | 63          |
| Кубок обладателей Суперкубка Либертадорес | 2      | 4     | 1      | 2     | 1         | 3            | 3               | 0             | 5           |
| Суперкубок Либертадорес                   | 10     | 60    | 26     | 13    | 21        | 86           | 63              | +23           | 91          |
| Золотой Кубок Николаса Леоса              | 2      | 3     | 1      | 1     | 1         | 1            | 1               | 0             | 4           |
| Всего                                     | 47     | 290   | 149    | 60    | 81        | 484          | 289             | +195          | 474         |

## Знаменитости

### Лучшие бомбардиры
| #  | Имя            | Период                          | Голы |
| -- | -------------- | ------------------------------- | ---- |
| 1  | Тостао         | 1963-1972                       | 248  |
| 2  | Дирсеу Лопес   | 1963-1977                       | 224  |
| 3  | Нижиньо        | 1926-1930, 1936—1937, 1939—1947 | 207  |
| 4  | Бенгала        | 1925-1939                       | 166  |
| 5  | Нинан          | 1923-1924, 1925—1930, 1936      | 163  |
| 6  | Пальинья       | 1969-1977, 1982—1985            | 155  |
| 7  | Алсидес        | 1934-1946                       | 152  |
| 8  | Марсело Рамос  | 1994-1996, 1998—2000            | 151  |
| 9  | Роберто Батата | 1969—1976                       | 118  |
| 10 | Жуанзиньо      | 1974-1981                       | 116  |

### Рекордсмены клуба
| #  | Имя           | Период               | Количество матчей |
| -- | ------------- | -------------------- | ----------------- |
| 1  | Фабио         | 2005-2021            | 741               |
| 2  | Зе Карлос     | 1965-1977            | 619               |
| 3  | Дирсеу Лопес  | 1966-1977            | 601               |
| 4  | Вилсон Пиацца | 1964-1977            | 559               |
| 5  | Рауль         | 1966-1978            | 558               |
| 6  | Жуанзиньо     | 1972-1986            | 482               |
| 7  | Пальинья      | 1968-1977, 1983—1984 | 448               |
| 8  | Адемир        | 1986-1991, 1993—1995 | 439               |
| 9  | Рикардиньо    | 1994-2002            | 415               |
| 10 | Нелиньо       | 1973-1982            | 410               |
| 11 | Нонато        | 1990-1997            | 392               |
| 12 | Тостао        | 1963-1972            | 378               |
| 13 | Дида          | 1994-1998            | 304               |